# Chad Trujillo

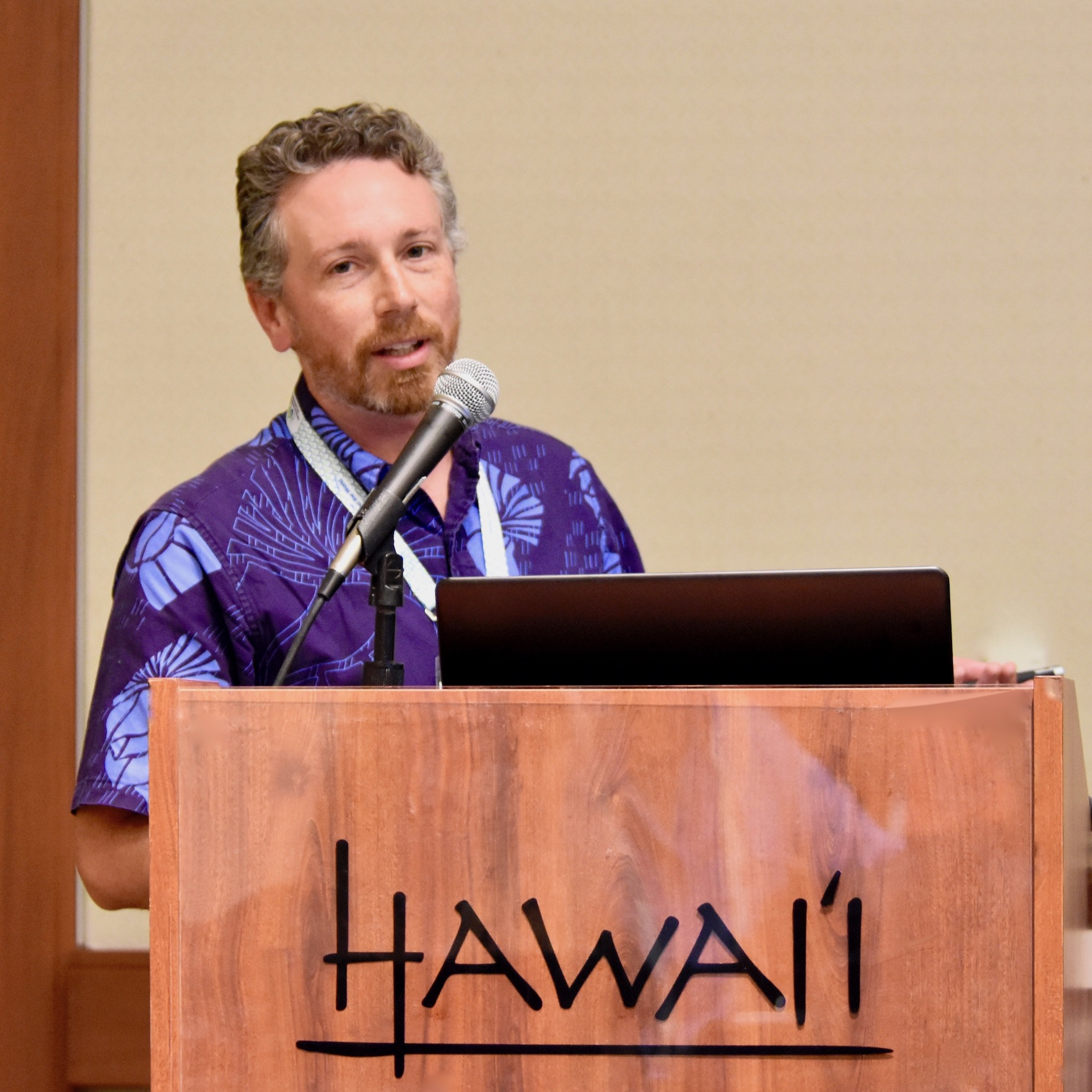
Chad Trujillo, 2018

Chadwick A. „Chad“ Trujillo (* 22. November 1973) ist ein US-amerikanischer Astronom.
Nach seiner Promotion an der University of Hawaii (2000) arbeitete Trujillo am Gemini-Observatorium auf dem Gebiet des Kuipergürtels und des äußeren Sonnensystems sowie der Entstehung des Sonnensystems und anderer Planetensysteme.
Bei der Suche nach hellen transneptunischen Objekten war er im Team von Michael E. Brown unter anderem an der Entdeckung der Zwergplaneten Eris und Makemake sowie der großen Asteroiden Quaoar, Sedna, Orcus und 1999 DE9 beteiligt.
Der Asteroid (12101) Trujillo ist nach ihm benannt.